# Stedendriehoek (gemeenschappelijk orgaan)
De Stedendriehoek is een bestuurlijk samenwerkingsverband tussen zeven Gelderse gemeenten en de Overijsselse gemeente Deventer. Het gebied omvat de driehoek rondom de steden Apeldoorn, Deventer en Zutphen. De regio heeft meer dan 447.000 inwoners en een oppervlakte van 1.183 km².
De regio Stedendriehoek is een openbaar lichaam op basis van de Wet gemeenschappelijke regelingen (WGR).
De Stedendriehoek-gemeenten presenteerden zich tussen 2016 en 2023 voornamelijk onder de naam Cleantech Regio.

## Bestuur
Het bestuur wordt gevormd door de Regioraad en het Dagelijks Bestuur.

### Regioraad
De Regioraad is het Algemeen Bestuur van het Openbaar Lichaam Stedendriehoek. De raad bestaat uit zestien personen, twee per deelnemende gemeente, met daarnaast een plaatsvervangend lid per gemeente. De leden, inclusief de voorzitter, worden door de raden van de deelnemende gemeenten, uit hun midden aangewezen. De Regioraad vergadert viermaal per jaar. De vergaderingen zijn openbaar.

### Dagelijks Bestuur
Het Dagelijks Bestuur bestaat uit tien leden: een lid voor elk van de acht gemeentes vanuit de Regioraad en voor beide provincies een gedeputeerde als adviseur.
De bevoegdheden van het Dagelijks Bestuur zijn vergelijkbaar met de bevoegdheden van het College van B&W op gemeentelijk niveau. Het Dagelijks Bestuur vergadert negen maal per jaar. De vergaderingen zijn niet openbaar.

## Geschiedenis

Kaart van intergemeentelijke samenwerkingen in Gelderland en aangrenzende provincies in 2016.

De naam 'Stedendriehoek' stamt uit de jaren zestig van de twintigste eeuw toen de gemeente Deventer een vervoersconvenant sloot met een aantal Gelderse gemeenten. Begin 1970 is de Stichting Stuwgroep Stedendriehoek opgericht. Hier waren de gemeentebesturen van Apeldoorn, Deventer, Voorst en Zutphen bij betrokken. De stichting is per 1 januari 1986 opgeheven vanwege de geringe belangstelling van de betrokken gemeenten.
De huidige Regio Stedendriehoek als provinciegrensoverschrijdende samenwerkingsgebied is ontstaan bij besluit van provinciale staten van Gelderland en Overijssel in oktober 1993. De aanwijzing van de gemeenten Apeldoorn, Deventer en Zutphen tot een gezamenlijk stadsgewest in de Vierde Nota Ruimtelijke Ordening Extra was de belangrijkste reden om eerder bestaande samenwerkingsverbanden in beide provincies te verbreken en over te gaan naar een regio Stedendriehoek. Er is gekozen voor "Regio Stedendriehoek" omdat deze naam in het gebied en daarbuiten reeds lang in gebruik was.
In 2001 hebben de betreffende gemeente- en provinciebesturen de intentie uitgesproken gezamenlijk beleid te ontwikkelen op fysiek (ruimtelijke ordening, wonen, verkeer etc.), economisch en sociaal gebied, hetgeen resulteerde in een publiekrechtelijk samenwerkingsverband. In september 2018 werd de gemeente Heerde toegelaten tot de Regio Stedendriehoek.

## Deelnemende gemeenten
| Gemeente  | Oppervlakte  | Inwoners januari 2022 | Provincie  | Grootste steden en dorpen                                          |
| --------- | ------------ | --------------------- | ---------- | ------------------------------------------------------------------ |
| Apeldoorn | 341,15 km²   | 165.611               | Gelderland | Apeldoorn, Ugchelen, Beekbergen, Loenen, Uddel, Hoenderloo, Lieren |
| Brummen   | 85,01 km²    | 20.890                | Gelderland | Eerbeek, Brummen                                                   |
| Deventer  | 134,33 km²   | 101.446               | Overijssel | Deventer, Schalkhaar, Bathmen, Diepenveen                          |
| Epe       | 157,37 km²   | 33.257                | Gelderland | Epe, Vaassen, Emst, Oene                                           |
| Heerde    | 80,42 km²    | 18.976                | Gelderland | Heerde, Wapenveld                                                  |
| Lochem    | 215,94 km²   | 34.069                | Gelderland | Lochem, Eefde, Laren, Gorssel, Epse, Barchem, Harfsen, Almen       |
| Voorst    | 126,47 km²   | 24.994                | Gelderland | Twello, Wilp, Voorst, Terwolde, Klarenbeek                         |
| Zutphen   | 42,93 km²    | 48.330                | Gelderland | Zutphen, Warnsveld, De Hoven                                       |
| Totaal    | 1.183,62 km² | 447.573               | WGR-gebied |                                                                    |

## Karakteristiek
Karakteristiek aan de regio is een landelijke omgeving met daarbinnen de drie stedelijke kernen Apeldoorn, Deventer en Zutphen. Kenmerkend voor de landelijke omgeving zijn de bosrijke Veluwe met sprengen en beken, de open IJsselvallei en het coulisselandschap van de Graafschap en Salland.
De drie steden Apeldoorn, Deventer en Zutphen vormen de 'hoekstenen' van de centraal gelegen driehoek binnen de provincies Gelderland en Overijssel. Kenmerkend voor Apeldoorn is het 'groene karakter', weinig hoogbouw, de 'huisjesstructuur' met veel monumentale en vrijstaande panden en het 'kroondomein'. Zutphen en Deventer karakteriseren zich als historische Hanzesteden met cultuurhistorische kwaliteiten.

## Demografie en economie
Van de centrumgemeenten Apeldoorn, Zutphen en Deventer heeft Apeldoorn het grootste inwonertal. Deventer is het centrum voor Salland en Zutphen voor de Graafschap. Zutphen en Deventer liggen beide aan de IJssel en zijn historische Hanzesteden. Brummen werkt vooral samen met Apeldoorn, maar ook buiten de regio met Arnhem en Achterhoek. Voorst werkt samen met Apeldoorn en Brummen.
Door de regio lopen spoorlijnen waaronder een deel van de spoorlijn die vanaf de Randstad naar Berlijn en Warschau loopt. Binnen de driehoek lopen de snelwegen A1 en A50, die elkaar ten zuidoosten van Apeldoorn kruisen. Belangrijke vaarverbindingen zijn de IJssel (Zutphen en Deventer) en het Twentekanaal (Zutphen). Het Apeldoorns Kanaal was belangrijk met name voor de papierindustrie. In 1982 is het laatste gedeelte gesloten voor de beroepsvaart, waarna het kanaal alleen nog dienstdoet voor de waterhuishouding en de recreatievaart. In de regio ligt tevens de luchthaven Teuge.

## Samenwerking met andere organisaties
De samenwerking van de zeven gemeenten en de beide provincies is gericht op het "versterken van het vestigingsklimaat" en is vastgelegd in "De Agenda Stedendriehoek". Hierbij zijn ook bedrijfsleven, onderwijs en maatschappelijke organisaties betrokken. Men richt zich hierbij op verkeer en waterstaat, milieu, economie, onderwijs, ruimtelijke ordening en huisvesting.